# Louise Allcock

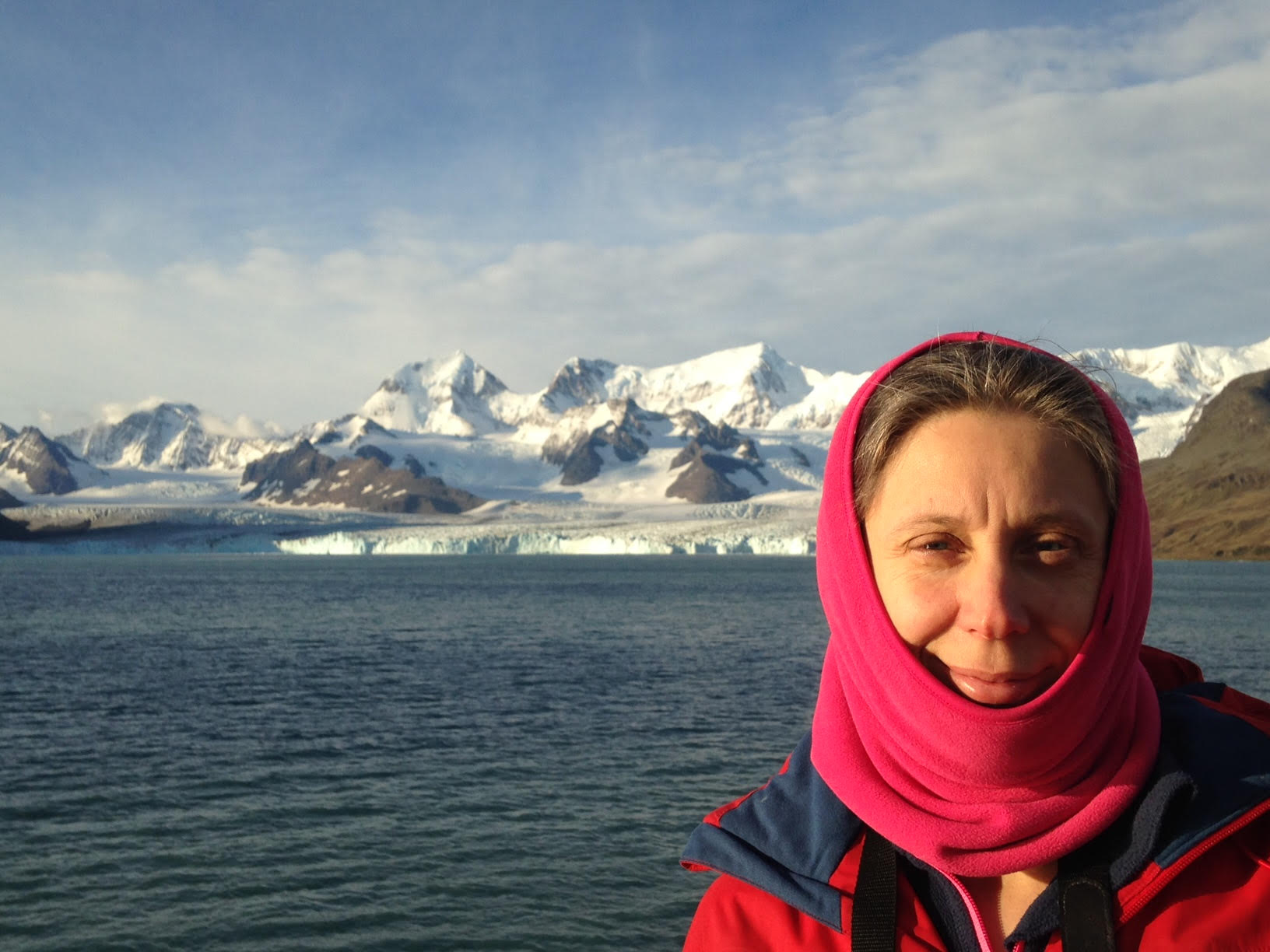
A. Louise Allcock an Bord des Forschungsschiffs James Clark Ross vor der Küste von Südgeorgien, März 2016

Anne Louise Allcock ist eine britische Malakologin, Meeresbiologin und Polarforscherin, die vorrangig zur Evolution und Ökologie der Kopffüßer des Südlichen Ozeans und der Tiefsee forscht. Sie ist Lecturer an der National University of Ireland, Galway und Chefredakteurin des Zoological Journal of the Linnean Society.

## Leben
Allcock graduierte 1992 an der University of Liverpool in Meeresbiologie zum B.Sc., 1998 promovierte sie ebenda zum Ph.D. Von 1998 bis 2002 war sie Kuratorin der Molluskensammlung des National Museum of Scotland in Edinburgh, mit mehr als einer Million Exemplaren. Von 2002 bis 2008 lehrte sie als Lecturer an der Queen’s University Belfast. Dort wurde ihr 2004 ein Postgraduate Certificate in Higher Education Teaching zuerkannt. 2009 und 2010 war sie Bipolar species co-ordinator des British Antarctic Survey. In dieser Funktion untersuchte sie Meeresorganismen, von denen eine Verbreitung über beide Polarregionen der Erde angenommen wurde. Seit 2010 lehrt sie als Lecturer in Zoology, zunächst in Teilzeit und befristet, und seit 2013 in Vollzeit an der National University of Ireland, Galway.
Ihre ersten Forschungen betrafen die Evolution im Südlichen Ozean und in der Tiefsee, wobei sie Oktopusse als Modellorganismen benutzte. Es folgten Untersuchungen zum Überleben der Fauna des Südlichen Ozeans während der Kaltzeiten und zur Evolution der Tiefsee-Oktopusse. In jüngerer Zeit befasste sie sich mit der Ökologie und Evolution der Schwämme und Korallen in den tiefen Gewässern vor der Küste Irlands. Allcock war wissenschaftliche Leiterin zahlreicher meeresbiologischer Forschungsfahrten.
Allcock forscht zur Ökologie, Evolutionsbiologie und Systematik der Kopffüßer. Dabei sind die Untersuchung der räumlichen Verteilung von Populationen und ihrer genetischen Verwandtschaft und die daraus abzuleitenden Schlussfolgerungen für die Klimaentwicklung in der Antarktis ein Schwerpunkt. Sie nahm an zahlreichen Forschungsexpeditionen teil, auch im Rahmen des British Antarctic Survey, und häufig als wissenschaftliche Leiterin. Dabei waren vor allem der Schelf vor der irischen Küste und die Gewässer der Antarktis ihre Ziele, namentlich die Tiefsee des Südlichen Ozeans vor Südgeorgien.

## Auszeichnungen und Ehrenämter
Allcock war Koautorin des vom Cephalopod International Advisory Council (CIAC) als bestes Paper zur Cephalopodenforschung der Jahre 2006 bis 2009 ausgezeichneten Arbeit The thermohaline expressway: the Southern Ocean as a centre of origin for deep-sea octopuses.
Allcock ist ein Mitglied der Linnean Society of London und war von 2004 bis 2007 Mitglied des Council der Gesellschaft. Von 2012 bis 2015 war sie Präsidentin des Cephalopod International Advisory Council (CIAC). Sie ist Mitglied der IUCN Mollusc Specialist Group und Koordinatorin für Cephalopoden auf der Roten Liste gefährdeter Arten der IUCN.
2023 wurde Louise Allcock in die Royal Irish Academy aufgenommen.
Allcock engagiert sich für die Gleichstellung der Geschlechter und ist ein Mitglied der Gender Equality Task Force der National University of Ireland, Galway. Sie hat in einer Veröffentlichung mit zahlreichen Koautoren die Bedeutung von Frauen bei der Erforschung der Kopffüßér hervorgehoben.

## Ausgewählte Veröffentlichungen
Allcock war von 2007 bis 2015 Ko-Herausgeberin des Journal of Natural History und verantwortlich für die eingereichten Manuskripte, die Themen abseits der Entomologie betrafen. Sie ist Mitherausgeberin und seit 2015 Chefredakteurin des Zoological Journal of the Linnean Society.
- A. Louise Allcock, Phillip C. Watts, John P. Thorpe: Divergence of nematocysts in two colour morphs of the intertidal beadlet anemone Actinia equina. In: Journal of the Marine Biological Association of the UK. Band 78, Nr. 3, 1998, S. 821–828, doi:10.1017/S0025315400044805 (Undergraduate Dissertation von 1992).
- A. Louise Allcock: The genetics and taxonomy of Southern Ocean Octopodidae with special reference to the genus Pareledone. Hrsg.: University of Liverpool. Liverpool 1998 (Ph.D. Dissertation).
- A. Louise Allcock, Uwe Piatkowski, Paul G. K. Rodhouse, John P. Thorpe: A study on octopodids from the eastern Weddell Sea, Antarctica. In: Wolf E. Arntz, Andrew Clarke (Hrsg.): Ecological Studies in the Antarctic Sea Ice Zone. Results of EASIZ Midterm Symposium. Springer, Berlin 2002, ISBN 978-3-540-43218-0, S. 17–23, doi:10.1007/978-3-642-59419-9_3.
- Jan M. Strugnell, Alex D. Rogers, Paulo A. Prodöhl, Martin A. Collins und A. Louise Allcock: The thermohaline expressway: the Southern Ocean as a centre of origin for deep-sea octopuses. In: Cladistics. Band 24, Nr. 6, 2008, S. 853–860, doi:10.1111/j.1096-0031.2008.00234.x.
- A. Louise Allcock, Jan M. Strugnell: Southern Ocean diversity: new paradigms from molecular ecology. In: Trends in ecology & evolution. Band 27, Nr. 9, 2012, S. 520–528, doi:10.1016/j.tree.2012.05.009.
- A. Louise Allcock, Enrico Schwabe: ‘First’ abyssal record of Stenosemus exaratus (G.O. Sars, 1878) (Mollusca, Polyplacophora) in the North Atlantic Ocean. In: ZooKeys. Band 283, 2013, S. 1–6, doi:10.3897/zookeys.283.4704.
- Jan M. Strugnell, Mark D. Norman, Michael Vecchione, Michelle Guzik, A. Louise Allcock: The ink sac clouds octopod evolutionary history. In: Hydrobiologia. 725, Nummer 1, 2014, S. 215–235, doi:10.1007/s10750-013-1517-6.
- A. Louise Allcock, Annie Lindgren, Jan M. Strugnell: The contribution of molecular data to our understanding of cephalopod evolution and systematics: a review. In: Journal of Natural History. Band 49, Nr. 21–24, 2015, S. 1373–1421, doi:10.1080/00222933.2013.825342.
- A. Luise Allcock, Sigurd von Boletzky, Laure Bonnaud-Ponticelli, Norma E. Brunetti, Néstor J. Cazzaniga, Eric Hochberg, Marcela Ivanovic, Marek Lipinski, José E. A. R. Marian, Chingis Nigmatullin, Marion Nixon, Jean-Paul Robin, Paul G. K. Rodhouse, Erica A. G. Vidal: The role of female cephalopod researchers: past and present. In: Journal of Natural History. Band 49, Nr. 21–24, 2015, S. 1235–1266, doi:10.1080/00222933.2015.1037088.
- A. Louise Allcock: Systematics of Cephalopods. In: P. Gopalakrishnakone, Anita Malhotra (Hrsg.): Evolution Of Venomous Animals And Their Toxins. Springer, Dordrecht 2017, S. 415–434, doi:10.1007/978-94-007-6458-3_8.
- Roger Hanlon, Mike Vecchione, Louise Allcock: Octopus, Squid, and Cuttlefish. A Visual Scientific Guide to the Oceans Most Advanced Invertebrates. University of Chicago Press, Chicago 2018, ISBN 978-0-226-45956-1.